# Conesville (Ohio)

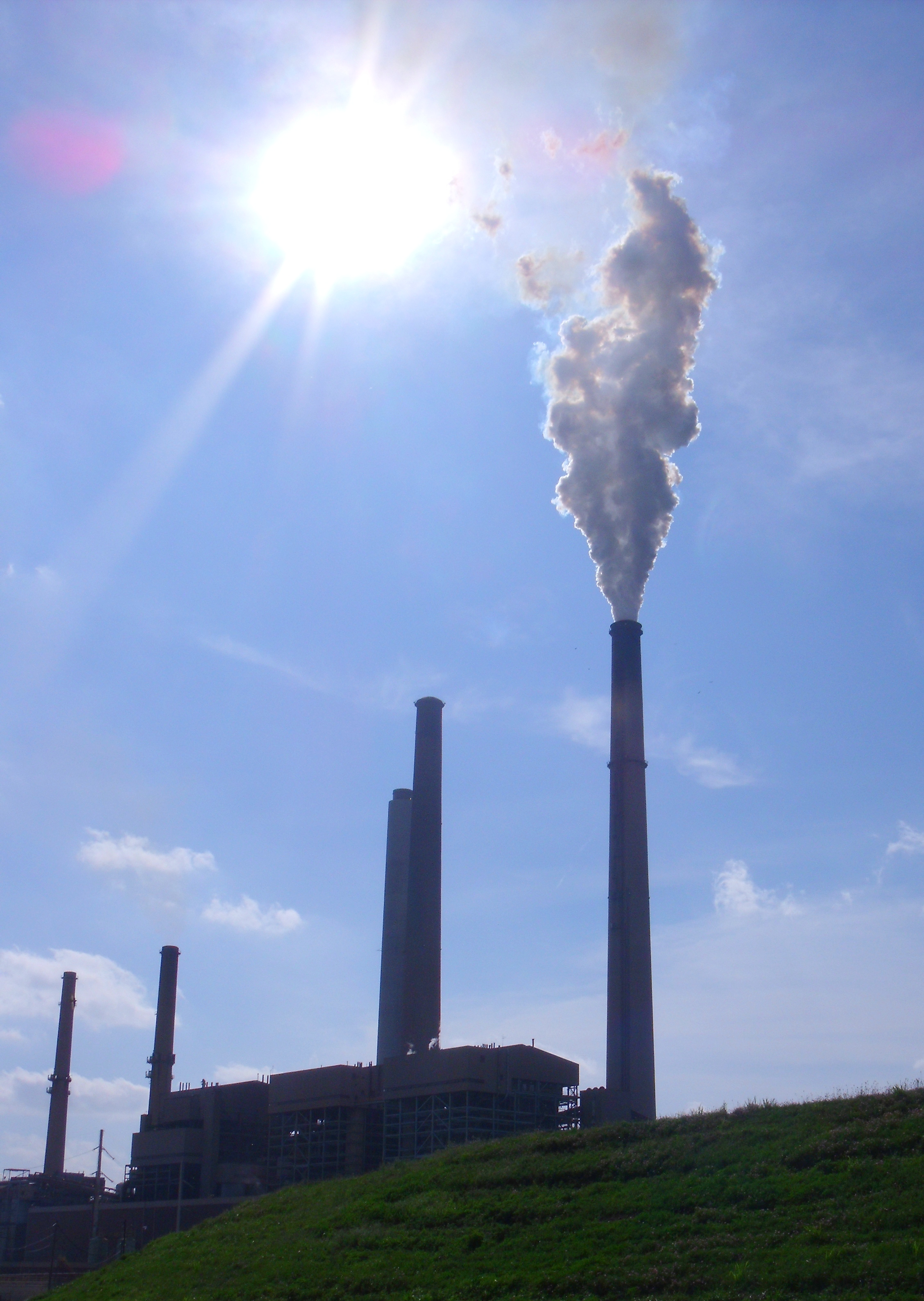
Conesville - elektrownia

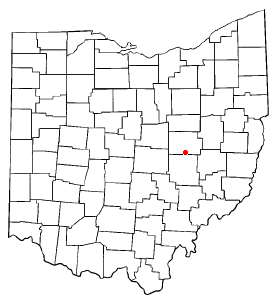
Conesville na planie stanu Ohio

Conesville – wieś w USA, Hrabstwo Coshocton w stanie Ohio.
W roku 2010, 25,6% mieszkańców było w wieku poniżej 18 lat, 6% było w wieku od 18 do 24 lat, 28,2% miało od 25 do 44 lat, 22,2% miało od 45 do 64 lat, 17,9% było w wieku 65 lat lub starszych. We wsi było 46,7% mężczyzn i 53,3% kobiet.
Liczba mieszkańców w 2010 roku wynosiła 347, a w roku 2012 wynosiła 348.